# バーナード・リムランド

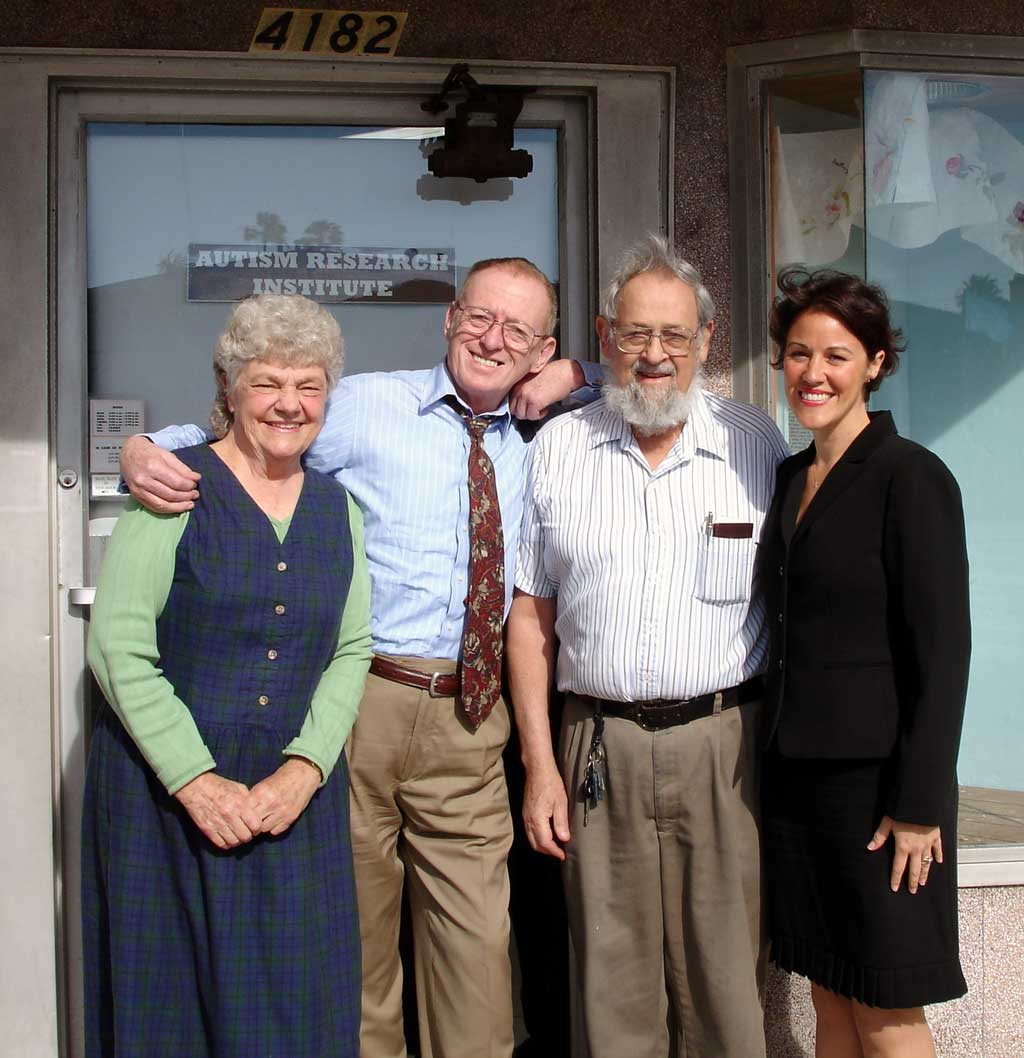
バーナード・リムランド（右から二人目）

バーナード・リムランド（Bernard Rimland，1928年11月15日 - 2006年11月21日）は、アメリカ合衆国の研究心理学者、作家、講演家。自閉症・ADHD・学習障害・知的障害の子どもたちのサポート・支援を手掛けるとともに、自閉症の重金属原因説を主張する研究者としても知られている。

## 略歴
オハイオ州クリーブランド出身。1940年よりカリフォルニア州サンディエゴを中心に活動し、1967年には自閉症研究学会（ARI:the Autism Research Institute）を創設し、会長を務める。1965年にはアメリカ自閉症協会(the Autism Society of America)を設立。リムランドは自閉症の権威として、長きにわたり世界的に認められている。高機能自閉症の息子の父親でもある。

## 学歴および初期の業績
サンディエゴ州立大学卒業後、1953年、実験心理学および調査研究計画でペンシルベニア州立大学から博士号を授与される。
彼の息子マーク(Mark)は、1956年生まれで、まだ自閉症と診断されるのはまれな時代であったが、生まれた時から何かが明らかに異常であった。リムランドは1953年に実験心理学で博士号を取得したばかりであったが、当時はまだ自閉症という言葉には馴染みがなかった。かなり後になってから、マークの状態が後退性自閉症というよりは、早期幼児自閉症に分類されると分かっただけである。様々な困難があったにもかかわらず、マークはそれでも才能ある芸術家になった。
息子の診断が下りた後、リムランドは自閉症の原因や治療方法の研究を助成すべく、この障害を理解し、この障害に注目が集まるような手がかりを見つけようと探究を続けた。リムランドはこれまでしばしば論争を白熱させてきた。

## 医療機関からの抵抗
医療機関は長い間リムランドの自閉症研究への貢献に疑問を持っていた。1995年、シカゴ大学教授のベネット・レベンサル(Bennet Leventhal)は、「予防接種が原因かもしれない」というリムランドの自閉症診断分野における新たな関心を「馬鹿げている」とあっさりと退けた。
リムランドは、予防注射に使われるチメロサール（水銀から作られた防腐剤）が自閉症の直接原因であると信じる、少数派の研究者である。アメリカ疾病対策センター（CDC: the United States Centers for Disease Control）とアメリカ食品医薬品局（FDA: the Food and Drug Administration）は、トーマス・ヴェルシュトレーテン（Thomas Verstraeten）や他の科学者たちの研究に基づけば、チメロサールと自閉症との間には実証可能な関連性はないと断言している。
医師のジャクリーン・マカンドレス（Jaquelyn McCandless）は、著書『飢えた脳を持つ子どもたち』("Children with Starving Brains")の中で、リムランドのことを自閉症の生物医学的治療における「偉大なる教父」と呼んだ。リムランドの著書『小児自閉症－行動神経理論に対するその症候群と暗示』("Infantile Autism: The syndrome and its Implications for a Neural Theory of Behavior")（1964年）は、自閉症について当時優勢だった見解（「冷蔵庫マザー」理論によって引き起こされた、情緒障害説）を、自閉症は神経発達障害であるという現在の認識に改める多くの視点を含んでおり、それらは小児科学の分野においては、信頼に足るとされている。

### 自閉症が伝染する可能性に対する注目
リムランドは、自閉症の診断数がこれまでに驚くほど増加していることに注目した、最初の医療専門家であった。リムランドが早い時期に注目したこの事実は、1990年代半ばの時点で「自閉症疾患」として知られるものが認められるにつれ、予言的なものであったということが明らかになってきている。予防接種運動を取り巻く反駁者たち（多くはリムランドがその中心となっているが）の数も、互いに協力し合いながら、段階的に増加傾向にあり、しだいに起こり得る病気の範囲を拡大していっている。

## ハリウッドでの小競り合い
リムランドは、自閉症について講演（何千もの専門家グループを対象にしたものも含め）を重ね、それを世界中で起こっている問題と関連付けようとしてきている。そして、彼は膨大な数の著作を書いている。当時は自閉症アクティビストの小さな集まりの中にいたものの、彼の明確な立場はカリフォルニア州ハリウッドの近くにいる映画プロデューサーの目に留まり、リムランドは1988年の映画「レインマン」で自閉症についての主要な技術アドバイザーを務めた。息子のマークはダスティン・ホフマンのインタビューを受け、映画スターによって表現される登場人物のモデルを務めた。この映画は、自閉症に対する意識を世界的に確立するのに役立った。そしてそれはまさに、この疾患が最初に明るみに出た時なのであった。

## さらなる努力
リムランドは、自閉症児の親たちと自閉症に関わる専門家たちの世界規模の組織として、アメリカ自閉症研究協会（ARI:the Autism Research Institute）を1967年に創設した。ARIは自閉症に対する治療をより良いものにし、かつ、それを予防することを意図した科学的な研究を指揮し、促進する機関である。ARIのデータバンクは、世界で最も大きな規模を誇り、そこには35000件以上もの自閉症児の詳細な症例の履歴が含まれている。
リムランドはARIによって出版された"the Autism Research Review International"の編集者である。これは、自閉症研究における生物化学的、教育的進歩を補うものである。
リムランドとその妻グローリアは、最近結婚50周年を祝った。夫婦はティフェレス・イスラエル・シナゴーグのラビ、モンロー・レベンズのもとで結婚した。当時その場所はカリフォルニア州ケンシントンにあった。
2006年11月21日、カリフォルニア州サンディエゴで死去。

## リムランドの発言からの引用
アメリカ議会の委員会での証言（2000年4月6日）
「1964年に私の自閉症に関する教科書が出版されて間もなく、私は他の自閉症児の親たちから連絡をもらいました。多くの親たちが私に、彼らの子どもは3種混合ワクチン（ジフテリア・百日咳・破傷風混合ワクチン）の予防注射を受けるまでは普通だったと言いました。1965年、私は体系的に自閉症の兆候や考えうる原因についてのデータを収集し始めました。1967年、つまり今から33年前、私は3種混合ワクチンに対する子どもの反応について、詳細に親たちに質問を始めました。多くの場合、著しい変質が報告されました。ここ数年の間に、アメリカ自閉症研究協会は、世界中の自閉症児の親たちから助けを求める嘆願が急増してあふれんばかりになっています。そしてその地域は、WHOの予防注射のガイドラインに従っている場所なのです。これらの自閉症児の親たちの大多数は、自分たちの子どもは別のMMRワクチンの3種混合予防注射（はしか、おたふく風邪、風疹）を受けるまでは正常だったと言います。」

## 主な著書
- 1964年 Infantile Autism: The Syndrome and Its Implication for a Neural Theory of Behavior
- 1976年 Modern Therapies (with Virginia Binder, A. Binder)
- 1998年 Biological Treatments for Autism and PDD (with William Shaw, Lisa Lewis, Bruce Semon)
- 2001年 Tired - so Tired!: And the "Yeast Connection" (with William Crook, Cynthia Crook)
- 2003年 Vaccines, Autism and Childhood Disorders: Crucial Data That Could Save Your Child's Life (with Neil Z. Miller)